# Entertainment Software Association
Entertainment Software Association (ESA) – stowarzyszenie założone z inicjatywy Douga Lowensteina. Zajmuje się przemysłem gier komputerowych w Stanach Zjednoczonych. Zostało utworzone w kwietniu 1994 jako Interactive Digital Software Association (IDSA). 16 lipca 2003 zmieniło nazwę na Entertainment Software Association. Obecnym przewodniczącym ESA jest amerykański polityk – Michael Gallagher. Stowarzyszenie do 2023 r. było organizatorem wystawy Electronic Entertainment Expo (E3) poświęconej grom komputerowym organizowanej w hali Los Angeles Convention Center.
W organizacji ESA zrzeszone są takie firmy jak (stan na sierpień 2018):
- 505 Games
- Atari
- Capcom
- Crave Entertainment
- Eidos Interactive
- Electronic Arts
- Epic Games
- Her Interactive
- Koei
- Konami
- Microsoft
- MTV Games
- Namco Bandai
- Natsume
- Nintendo
- Playlogic Entertainment
- Sony Computer Entertainment
- Sony Online Entertainment
- SouthPeak Interactive
- Square Enix
- Take-Two Interactive
- THQ
- Trion World Network
- Ubisoft
- Warner Bros. Interactive Entertainment
- Xseed Games

23 maja 2008 Activision, Vivendi Games, LucasArts oraz id Software, zrezygnowały z członkostwa w ESA.
9 października 2008 Codemasters wystąpiło z członkostwa w ESA. W marcu 2015 stowarzyszenie opuściła Sega, natomiast w maju 2016, z powodu zamknięcia studia, Disney Interactive Studios.